# شورش ۱۸۸۶ بلفاست
شورش ۱۸۸۶ بلفاست (انگلیسی: 1886 Belfast riots) به مجموعه‌ای از شورش‌ها گفته می‌شود که در زمستان سال ۱۸۸۶ در بلفاست به راه افتاد.

## پروسه شکل‌گیری شورش

در انتخابات سال ۱۸۸۵ ملی گرایان ایرلندی اغلب کرسی‌های پارلمان را تصاحب کرده بودند و در سال ۱۸۸۶ نیز این کرسی‌ها را در کنترل خود داشتند.
در اواخر قرن نوزدهم کاتولیک‌ها در گروه‌های بزرگ به شهر اولستر که شهری پروتستان‌نشین بود برای پیدا کردن کار مهاجرت کردند و در زمان شورش کاتولیک‌ها یک سوم جمعیت بلفاست را تشکیل می‌دادند. 
مهاجران با خود تنش را وارد این شهر کردند. به عنوان یک گروه اقلیت، کاتولیک‌ها به خاطر این که در بازار کار به حاشیه رانده می‌شدند، احساس تبعیض می‌کردند. 
در این زمان بود که حکومت تصمیم گرفت تا دولت محلی ایرلندی‌ها را تشکیل دهد. کاتولیک‌های بلفاست عقیده داشتند یک حکومت محلی ایرلندی مشکلات آن‌ها را درک خواهد کرد و تبعیض علیه آن‌ها پایان خواهد یافت؛ ولی در طرف مقابل پروتستان‌های بلفاست احساس می‌کردند که امتیازهایی که دارند از دست خواهند داد.
در آوریل سال ۱۸۸۶ ویلیام گلدستون نخست‌وزیر انگلستان لیستی را برای دولت محلی کاتولیک‌ها معرفی کرد که در ژوئن همان سال از طرف مجلس عوام رد شد.

## آغاز شورش

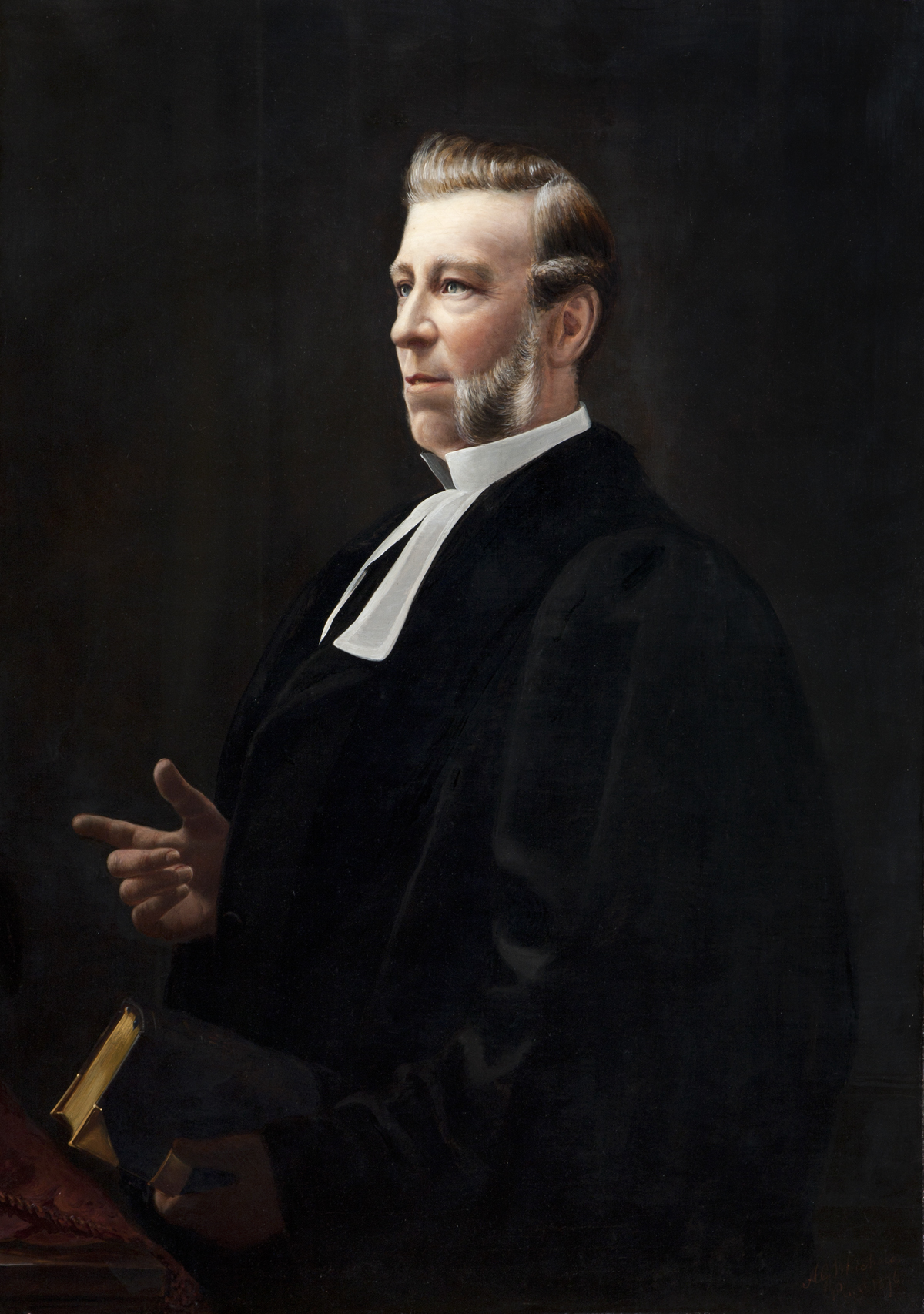
روحانیونی مانند هیو هانا در این شورش نقش برجسته‌ای ایفا کردند.

با معرفی افراد و پیشنهاد دولت محلی، تنش‌های فرقه‌ای در بلفاست مجدداً به راه افتاد. در سوم ژوئن یک ملوان کاتولیک با تمسخر به یک کارگر پروتستان گفت در دولت پروتستان ایرلند حتی در بلفاست هرگز استخدام نخواهد شد. 
این رویکرد بیانگر ترس پروتستان‌ها از حکومت محلی بود و داستان به سرعت در بلفاست پیچید. این موضوع به درگیری میان کارگران کاتولیک و پروتستان‌ها منتهی شد. روحانیونی مانند هوگو هانا در این شورش نقش برجسته‌ای داشتند. 
شورش در هشتم ژوئن در روزی که پیشنهاد دولت محلی در مجلس عوام با مخالفت روبرو شد به اوج رسید. برای این مخالفت پروتستان‌های شهر جشن گرفتند. بعضی‌ها به خانه و مغازه‌های کاتولیک‌ها حمله کردند. 
پلیس قادر نبود که با این وضعیت مقابله کند. نیروهای تقویتی از مناطق دیگر ایرلند به بلفاست فرستاده شدند. 
بیشتر این نیروها کاتولیک بودند. یک روایت می‌گوید که گلدستون این نیروها را به بلفاست فرستاد تا پروتستان‌ها را تنبیه کنند چونکه مخالف دولت محلی کاتولیک‌ها بودند. 
شورشیان ابتدا به پلیس و بعد از آن به سربازها حمله کردند. درگیری میان شورشیان و پلیس تا ۱۴ ژوئن ادامه داشت.
در ۲۲ ژوئن نیروهای تقویتی توسط فرماندار شهر بازگردانده شد. در ۱۲ ژوئیه ۷ زمان مراسم پروتستان‌ها این احتمال می‌رفت که دوباره درگیری‌ها شروع شود. با تهاجم پروتستان‌ها مجدداً نیروی تقویتی به شهر بلفاست اعزام شد.
در آخرین شنبه ماه ژوئیه هوگو هانا دیدار سالانه اش را به کودکان پروتستان بلفاست برگزار کرد. این دیدار معمولاً با راهپیمایی و طبل و دهل برگزار می‌شد. به محض شروع راهپیمایی در خیابان‌های بلفاست پروتستانهای ناامید هم به این راهپیمایی پیوستند. 
آن‌ها طبل و دهل‌ها و پلاکاردهای ضد کاتولیک با خود داشتند. در ادامه درگیری‌های خونینی میان دو گروه شروع شد و چند روز ادامه داشت. 
۳۱ نفر کشته شدند ولی آمار ۵۰ نفر هم از این شورش وجود دارد. صدها نفر مجروح، ۴۰۰ نفر دستگیری و اموال صدمه دیده به ۹۰ هزار پوند تخمین زده می‌شود.